# Mas huni
Mas huni es un típico desayuno maldivo, compuesto de atún, cebolla, coco y chile. Todos los ingredientes se pican finamente y se mezclan con la carne picada y coco rallado. Este plato se come generalmente junto con un pan chapati recién horneado y té caliente endulzado.

## Preparación
Históricamente en la preparación del mas huni se usaba el denominado pez maldivo (atún curado), aunque en la actualidad muchos maldivos utilizan en su reemplazo atún enlatado.  
Tradicionalmente, cuando los peces escaseaban, se agregaban hojas picadas a la mezcla del mas huni. Las hojas verdes de ciertas plantas y árboles locales tales como digutiyara (Senna occidentalis), kuḷḷafila o gōramfau (Laaria sarmentosa), mābulhā (Abutilon theophrasti), muranga (Moringa oleifera), massāgu (Amaranthus spinosus o Amaranthus viridis) batata (Ipomoea batatas) y los (Pisonia grandis), entre otros, reemplazan a la carne de pescado en alguna medida en el mas hunin.
Otra variante de mas huni se prepara con vainas de muranga (Moringa oleifera) en lugar de hojas gruesas. Primero, se hierven las vainas y luego se saca la carne con las semillas. Esto se mezcla con el resto de los ingredientes. Este mismo tipo de mas huni espeso también se puede preparar con calabaza hervida.